# Kälbersteine
Kälbersteine (hornolužickosrbsky Chołmy, česky doslovně Telecí kameny, respektive Chlumy) jsou vrch o nadmořské výšce 487 m na území hornolužických obcí Schirgiswalde-Kirschau (místní část Crostau) a Sohland an der Spree v zemském okrese Budyšín v Sasku.

## Charakteristika
Vrch leží v německé části Šluknovské pahorkatiny (Lausitzer Bergland) a její mesogeochoře Severní hornolužická vrchovina (Nördliches Oberlausitzer Bergland). Na východě na něj navazuje Pickaer Berg (486 m) a na severovýchodě Potsberg (447 m). Geologické podloží tvoří v západní části dvojslídý granodiorit, ve vrcholové a východní části pak lužický granodiorit, prokázaná je též mohutná žíla doleritu. Na západním svahu se nachází starý kamenolom. Převažujícím půdním typem je podzolová kambizem, kterou doplňuje pseudoglej až parakambizem a regosol. Podél západního úpatí protéká Spréva, při jižním pak potoky Ellersdorfer Wasser a Wassergrundgraben a podél severního Crostauer Wasser. Celý vrch tak náleží k povodí Labe a k úmoří Severního moře. Převážná většina vrchu je zalesněná jehličnatým až smíšeným lesem. Kälbersteine leží v chráněné krajinné oblasti Oberlausitzer Bergland.
Přes vrcholovou část vedou červená a modrá turistická stezka, po svazích dále žlutá a zelená, které spojují Kälbersteine s významnějšími okolními vrchy a vesnicemi. Skály ve vrcholové části jsou považovány za pohanské kultovní místo.

## Galerie

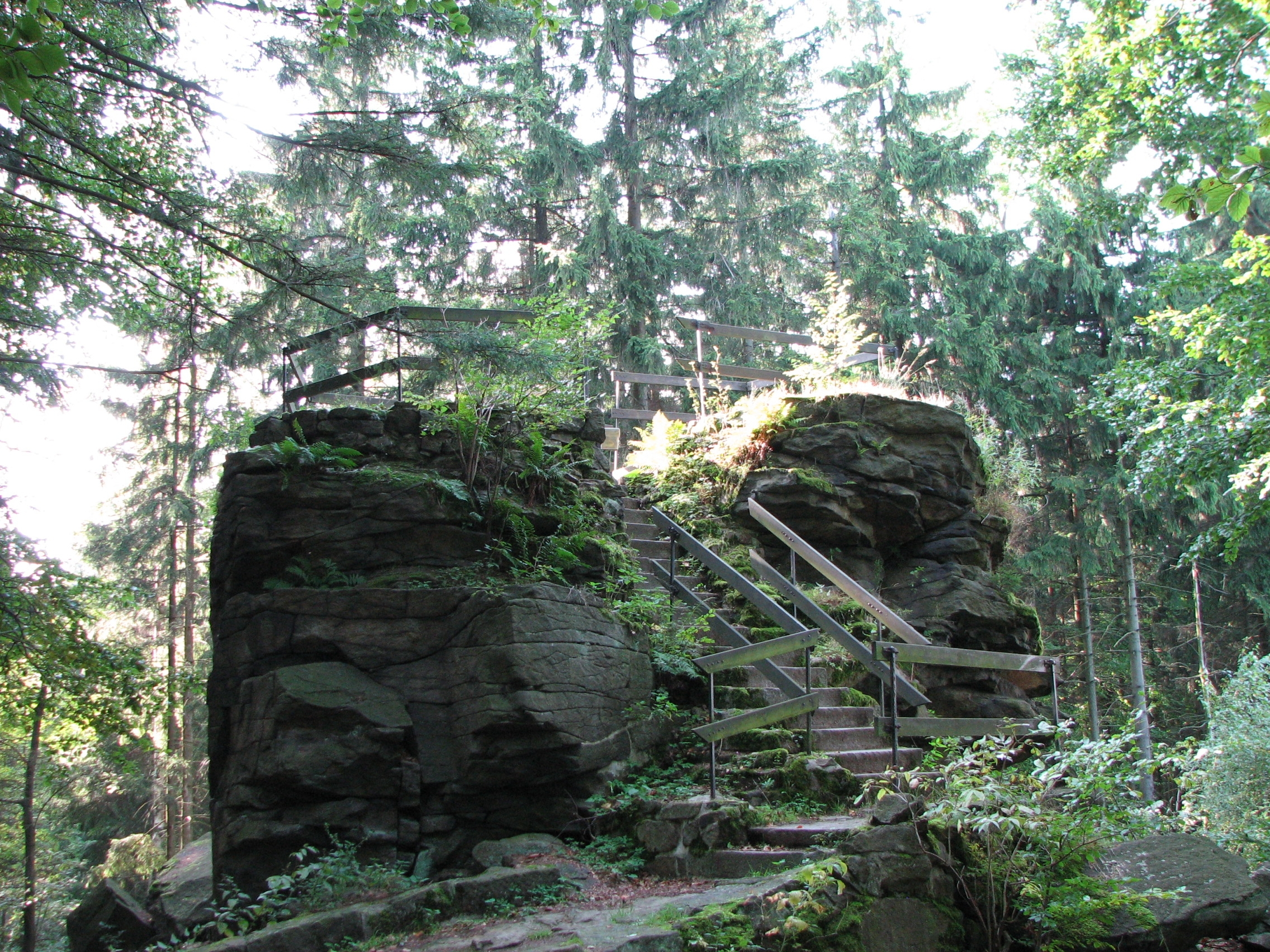
Skalisko s vyhlídkou
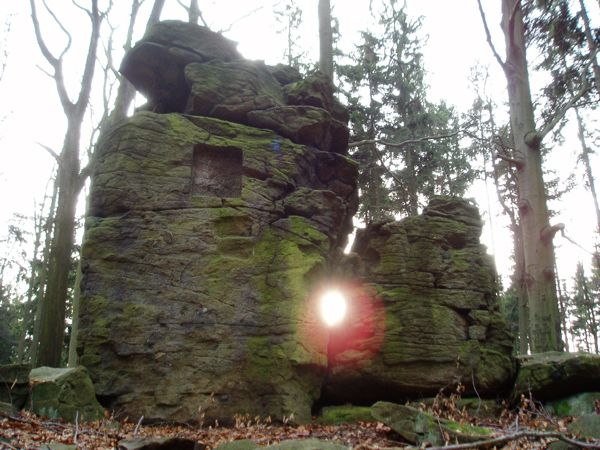
Vrcholové skalisko